# Маслово (Волгоградская область)
Маслово — посёлок в Среднеахтубинском районе Волгоградской области России. Входит в состав Фрунзенского сельского поселения.

## История
По состоянию на 1935 год хутор Маслов входил в состав Бурковского сельсовета Краснослободского района Нижне-Волжского края (с 1934 года — Сталинградский край, с 1936 года — Сталинградская область, с 1961 года — Волгоградская область). В 1955 году Бурковский сельсовет был передан в состав Среднеахтубинского района, а в 1973 году — был переименован во Фрунзенский сельсовет.

## География
Посёлок находится в юго-восточной части Волгоградской области, в пределах Волго-Ахтубинской поймы, на расстоянии примерно 14 километров (по прямой) к западу от посёлка городского типа Средняя Ахтуба, административного центра района. 

Климат классифицируется как влажный континентальный с тёплым летом (согласно классификации климатов Кёппена — Dfa).
Часовой пояс
Посёлок Маслово, как и вся Волгоградская область, находится в часовой зоне МСК (московское время). Смещение применяемого времени относительно UTC составляет +3:00.

## Население
| 2010 |
| ---- |
| 461  |

Гендерный состав
По данным Всероссийской переписи населения 2010 года в гендерной структуре населения мужчины составляли 47,9 %, женщины — соответственно 52,1 %.
Национальный состав
Согласно результатам переписи 2002 года, в национальной структуре населения русские составляли 93 %.

## Улицы
Уличная сеть посёлка состоит из 9 улиц и 4 переулков.